# Saint-Didier-sur-Arroux
Saint-Didier-sur-Arroux est une commune française située dans le département de Saône-et-Loire, en région Bourgogne-Franche-Comté.

## Géographie
Saint-Didier-sur-Arroux se situe dans le massif du Morvan et fait partie de son parc naturel régional. Il occupe une hauteur entre les montagnes du  Couturier et de Dône et de l'Arroux. De là on jouit d'un magnifique panorama. On y parvient par la départementale 297, depuis Étang-sur-Arroux, et par l'ancienne nationale 81 en venant de Luzy, en direction d'Autun.
Le bourg s'étend le long d'une grande rue allant du levant au couchant. Il s'y tenait encore au XIXe siècle, deux foires annuelles, les 24 mai et 26 décembre.

### Hydrographie

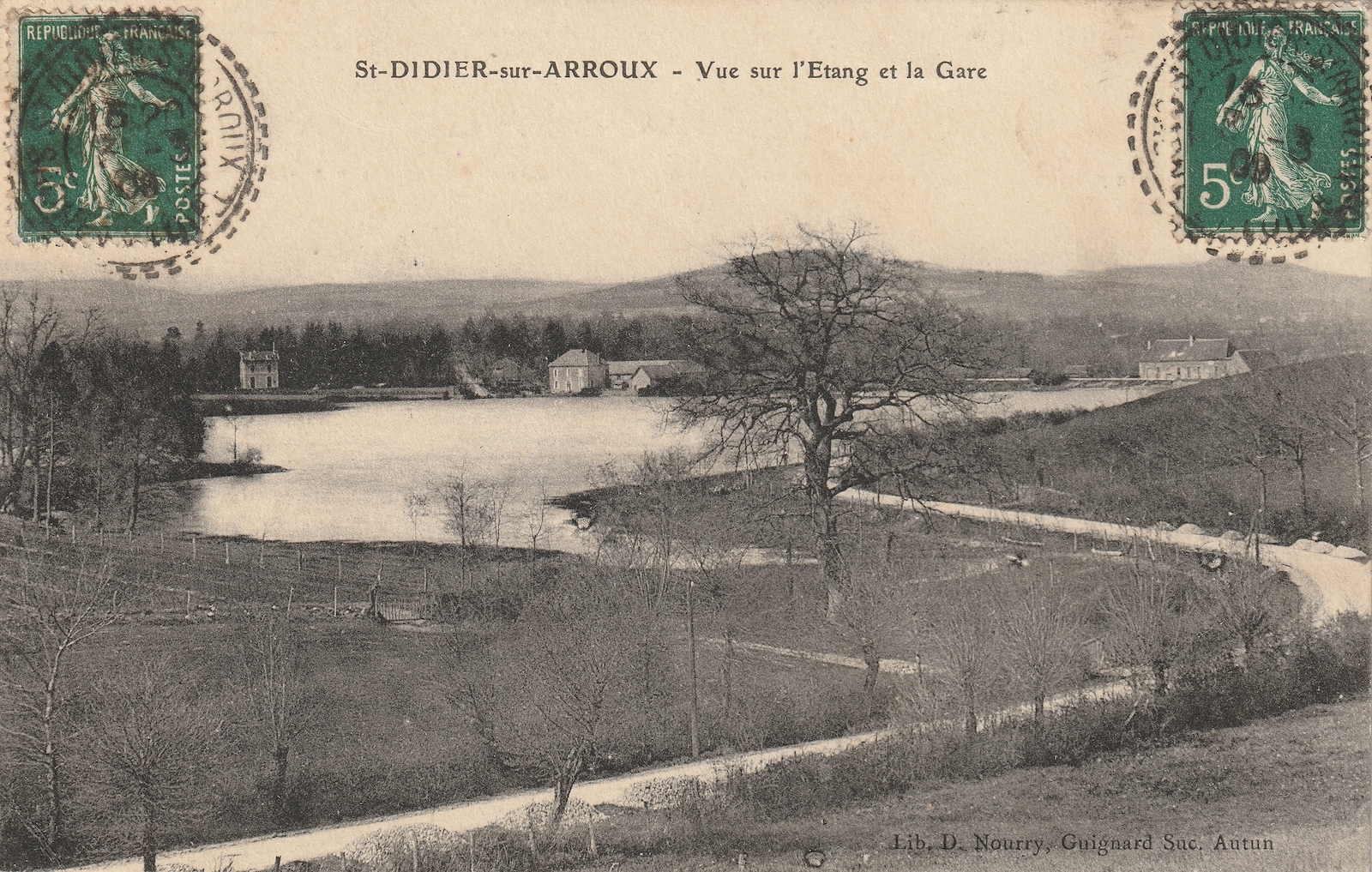
L'étang du Bousson, carte postale de 1909. En arrière-plan, la gare.

- Étang de Roulon ou Bousson, au nord, au fond d'un bassin, superficie de 42 ha, classé en ZNIEFF de type I.
- La Braconne, rivière descendant du mont Beuvray, reçoit les eaux de l'étang et se jette dans l'Arroux à Étang-sur-Arroux.
- L'Arroux, zone ZNIEFF de type II, d'Autun à Digoin.

### Climat
Pour des articles plus généraux, voir Climat de la Bourgogne-Franche-Comté et Climat de Saône-et-Loire.
En 2010, le climat de la commune est de type climat océanique dégradé des plaines du Centre et du Nord, selon une étude du Centre national de la recherche scientifique s'appuyant sur une série de données couvrant la période 1971-2000. En 2020, Météo-France publie une typologie des climats de la France métropolitaine dans laquelle la commune est exposée à un climat océanique altéré et est dans la région climatique Centre et contreforts nord du Massif Central, caractérisée par un air sec en été et un bon ensoleillement.
Pour la période 1971-2000, la température annuelle moyenne est de 10,2 °C, avec une amplitude thermique annuelle de 16,5 °C. Le cumul annuel moyen de précipitations est de 948 mm, avec 12,5 jours de précipitations en janvier et 8 jours en juillet. Pour la période 1991-2020, la température moyenne annuelle observée sur la station météorologique de Météo-France la plus proche, « Saint-Symphorien de Marmagne », sur la commune de Saint-Symphorien-de-Marmagne à 16 km à vol d'oiseau, est de 11,1 °C et le cumul annuel moyen de précipitations est de 974,4 mm. 
La température maximale relevée sur cette station est de 42 °C, atteinte le 18 juillet 1964 ; la température minimale est de −22 °C, atteinte le 16 janvier 1985,,.
Les paramètres climatiques de la commune ont été estimés pour le milieu du siècle (2041-2070) selon différents scénarios d'émission de gaz à effet de serre à partir des nouvelles projections climatiques de référence DRIAS-2020. Ils sont consultables sur un site dédié publié par Météo-France en novembre 2022.

## Urbanisme

### Typologie
Au 1er janvier 2024, Saint-Didier-sur-Arroux est catégorisée commune rurale à habitat très dispersé, selon la nouvelle grille communale de densité à sept niveaux définie par l'Insee en 2022.
Elle est située hors unité urbaine. Par ailleurs la commune fait partie de l'aire d'attraction d'Autun, dont elle est une commune de la couronne,. Cette aire, qui regroupe 42 communes, est catégorisée dans les aires de moins de 50 000 habitants,.

### Occupation des sols
L'occupation des sols de la commune, telle qu'elle ressort de la base de données européenne d’occupation biophysique des sols Corine Land Cover (CLC), est marquée par l'importance des territoires agricoles (84,5 % en 2018), une proportion identique à celle de 1990 (84,5 %). La répartition détaillée en 2018 est la suivante : prairies (71,2 %), forêts (13,9 %), zones agricoles hétérogènes (13,3 %), eaux continentales (1,6 %). L'évolution de l’occupation des sols de la commune et de ses infrastructures peut être observée sur les différentes représentations cartographiques du territoire : la carte de Cassini (XVIIIe siècle), la carte d'état-major (1820-1866) et les cartes ou photos aériennes de l'IGN pour la période actuelle (1950 à aujourd'hui).

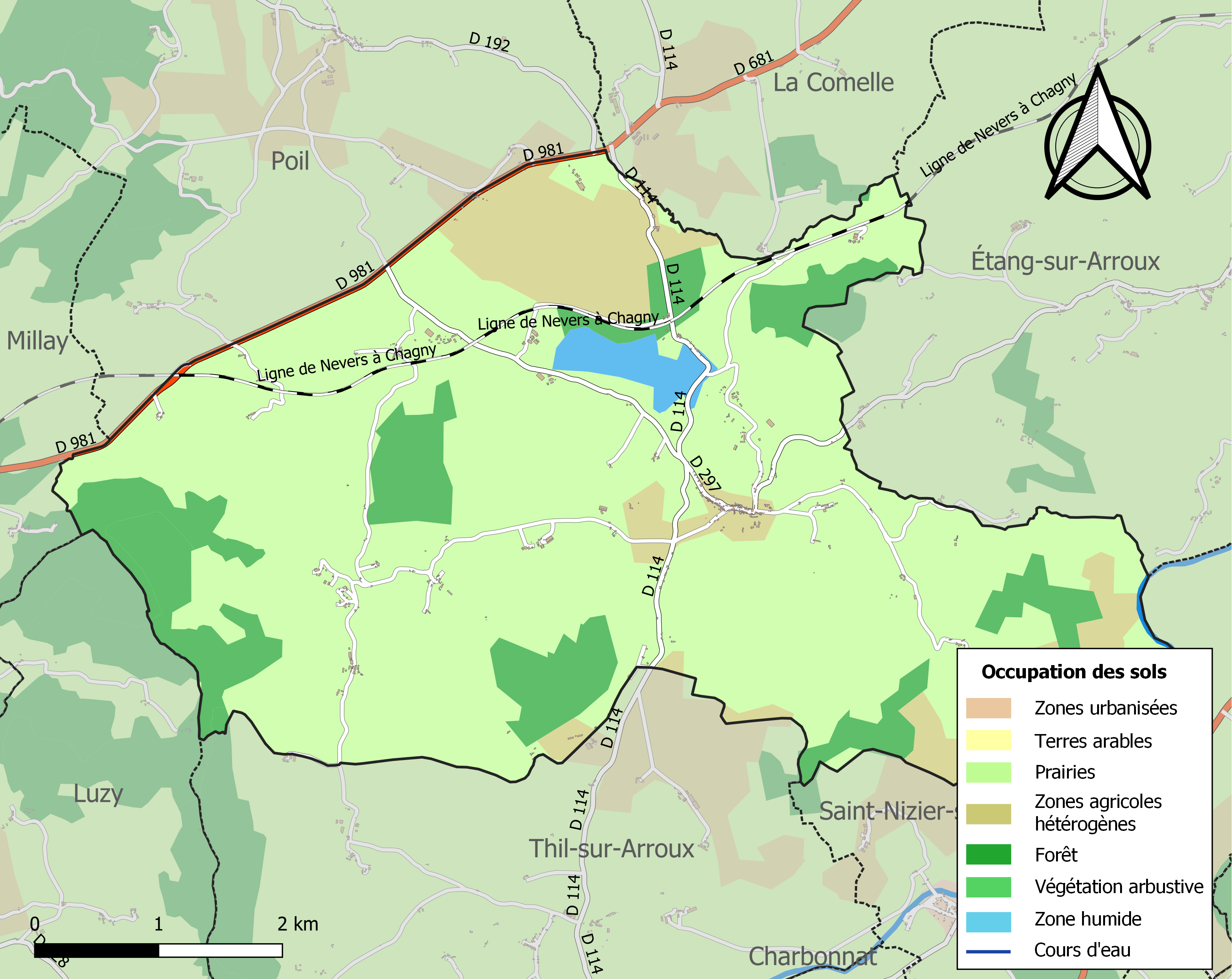
Carte des infrastructures et de l'occupation des sols de la commune en 2018 (CLC).

## Histoire

### Hameaux
- Bazois-en-Bourgogne :

Situé au nord-ouest du bourg, était alternatif, avec Poil. On y remarquait  jadis une maison-forte, que Jean de Châtillon[Lequel ?], baron de La Roche-Millay, reconnut en 1326, être « jurable et randable » du comte de Nevers. Au XVIIIe siècle, il existait encore une grosse tour en ruines. Parmi les assiégeants de Château-Chinon en 1412, se trouvait un Hugues de Bazoy, écuyer.
- Bousson :

Étang, moulin à eau et traces des quais de la garre ferroviaire disparue.
- Chevannes-d'Azon :

Une famille de ce nom y possédait au XVe siècle un château de Chevannes-d'Azon. Hugues de Chevannes, chevalier, reprit de fief à La Roche-Milay, en 1444, Jean son fils renouvela ce devoir en 1495, cette seigneurie entra dans la famille de Berger de Charency. Jean de Marry, chevalier fit hommage pour Chevannes, en 1555 et Jeanne de Digoine, veuve de Jean de Barvaud, en 1579. Moulin à eau avec roue en fer sur La Braconne
- Charancy ou Charency :

C'est le premier nom du bourg, situé à environ un kilomètre du bourg actuel, et ou se dresse la carcasse du château de Charency, une structure de la première moitié du XIXe siècle, qui était flanqué de deux pavillons et de deux tours. On y voit une chapelle gothique qui renfermait une belle statue de saint Gabriel patron des lieux. Cette terre, formait autrefois, une seigneurie en toute justice, dans la mouvance de l'évêché d'Autun. Hervé de Donzy, comte de Nevers, dont elle relevait en arrière-fief, à cause de la châtellenie de Luzy, en fit aveu, à l'évêque Gauthier Ier, en 1209. Elle comprenait le bourg de Saint-Didier, où se rendaient les exploits de sa haute justice. Jean de Charency, seigneur du lieu pris part au siège de Château-Chinon, et laissa ce fief à Huguenin, son fils aîné, qui en jouissait en 1449. Le fief passa ensuite à la famille Berger d'Autun, qui en prenait le nom. Georges-Lazare Berger de Charency, fut évêque de Montpellier de 1738 à 1748. René de Berger en était seigneur en 1706. Cette terre entra plus tard, dans la maison André dont une branche en portait aussi le nom. Pierre André de Charency est connu pour ses bonnes œuvres, il fonda en 1768, douze lits à l'hôpital d'Autun, sa ville natale, pour les pauvres et légua une rente de 18 cordes de bois pour leur chauffage. Ce seigneur avait abandonné sa terre de Charancy, pour l'acquit de ses legs divers, mais son frère André de La Collonge, chevalier de Saint-Louis, en fit retrait au moyen d'une somme de cent mille livres. Elle appartenait au XIXe siècle à la Maison de Martenne.
- Demetry :

À l'est dans la vallée, sur les bords de la rice droite de l'Arroux, avec une villa appartenant à Saint-Didier, évêque d'Auxerre. Un chemin dont subsistent quelques vestiges, courait sur le rive droite de l'Arroux entre l'étang et Thil, coupant le chemin du gué et porte aujourd'hui le nom de chemin de Patata. Elle était, au Xe siècle, une seigneurie dépendante de l'abbaye de Saint-Martin d'Autun. Il y avait autrefois en ce lieu, une chapelle, ou église bâtie par les moines pour le bien spirituel des habitants. Il y fut découvert à diverses époques des objets antiques, rappelant la présence des romains en ce lieu. Ce hameau était jadis alternatif de Saint-Nizier-sur-Arroux.
- Gissy :

Possédait le château de Gissy, qui donnait droit à une partie des dîmes de la paroisse. Jean de La Vallade de Trufin, en était le seigneur en 1720, et son fils en 1737. Cette seigneurie passa ensuite à la maison de Busseul.
- Jouleaux :

À l'ouest de Démétry, possédait autrefois un édifice religieux, dont on a récupéré jadis quelques restes. On y voit un petit château avec une tour ronde, datant de la fin du XVe siècle, début XVIe siècle, nommé château de Jouleaux. Moulin à eau.
- Patigny :

Hameau alternatif, situé sur une voie Bibracte - Toulon-sur-Arroux, ayant laissé des vestiges entre La Ranche et Patigny dans la mouvance de La Roche-Milay, appartenait en 1716, à Martin-Elie de Cercey, seigneur de Jeu et de Chaumigny, duquel il passa à François de La Vallade de Trufin qui en jouissait encore en 1736.
- La Ranche :

Dans l'ancien temps, alternatif avec Poil, Orsa et Patigny, étaient des fiefs en toute justice dans la mouvance de La Roche-Milay. La Ranche et Poil, appartenaient aux XVIIe siècle et au XVIIIe siècle, à la maison de Méru, de Thil.
- Rondeaux :

Gué sur l'Arroux entre Démétry et Rondeaux.
- Varillon :

Château.
La paroisse dépendait jadis de l'archiprêtré de Luzy, elle existait déjà au IXe siècle. Chef-lieu d'une contrée de perception au XIXe siècle. Le patronage de la cure, dont le revenu était de 1 000 livres appartenait à l'évêque. Les dîmes se partageaient en 1729 entre le curé du lieu et celui de Saint-Nizier-sur-Arroux, le seigneur de Gissy et le marquis de Montjeu.

## Politique et administration
| Période                                  | Période   | Identité      | Étiquette | Qualité |
| ---------------------------------------- | --------- | ------------- | --------- | ------- |
| mars 1983                                | mars 2014 | André Bonnabé | SE        |         |
| mars 2014                                | en cours  | Agnès Comeau  |           |         |
| Les données manquantes sont à compléter. |           |               |           |         |

## Démographie
L'évolution du nombre d'habitants est connue à travers les recensements de la population effectués dans la commune depuis 1793. Pour les communes de moins de 10 000 habitants, une enquête de recensement portant sur toute la population est réalisée tous les cinq ans, les populations de référence des années intermédiaires étant quant à elles estimées par interpolation ou extrapolation. Pour la commune, le premier recensement exhaustif entrant dans le cadre du nouveau dispositif a été réalisé en 2008.

En 2022, la commune comptait 223 habitants, en évolution de −5,91 % par rapport à 2016 (Saône-et-Loire : −1,06 %, France hors Mayotte : +2,11 %).
| 1793 | 1800 | 1806 | 1821 | 1831 | 1836 | 1841 | 1846 | 1851 |
| ---- | ---- | ---- | ---- | ---- | ---- | ---- | ---- | ---- |
| 742  | 606  | 683  | 660  | 652  | 805  | 832  | 946  | 858  |

| 1856 | 1861 | 1866 | 1872 | 1876 | 1881  | 1886  | 1891  | 1896  |
| ---- | ---- | ---- | ---- | ---- | ----- | ----- | ----- | ----- |
| 862  | 858  | 840  | 813  | 934  | 1 041 | 1 120 | 1 082 | 1 021 |

| 1901 | 1906 | 1911 | 1921 | 1926 | 1931 | 1936 | 1946 | 1954 |
| ---- | ---- | ---- | ---- | ---- | ---- | ---- | ---- | ---- |
| 934  | 841  | 819  | 719  | 717  | 678  | 673  | 564  | 506  |

| 1962 | 1968 | 1975 | 1982 | 1990 | 1999 | 2006 | 2008 | 2013 |
| ---- | ---- | ---- | ---- | ---- | ---- | ---- | ---- | ---- |
| 485  | 434  | 353  | 285  | 281  | 273  | 253  | 247  | 241  |

| 2018 | 2022 | - | - | - | - | - | - | - |
| ---- | ---- | - | - | - | - | - | - | - |
| 226  | 223  | - | - | - | - | - | - | - |

## Lieux et monuments
- Église du XIXe siècle, reconstruite au moyen d'une souscription publique, avec une partie des matériaux provenant de la vieille église Saint-Martin de Thil-sur-Arroux, en 1846[22]. Elle se dresse au milieu du village avec une haute flèche en ardoises. Elle se compose comme l'ancienne d'une abside et d'une grande nef, avec une chapelle seigneuriale.
- Ruines d'une ancienne villa gallo-romaine.
- Château de Jouleaux, XVe ou XVIe siècle.
- Château de Charency, du XIXe siècle.
- Château de Gissy, donnait droit à une partie des dîmes de la paroisse.
- Le Châtelet de Saint-Didier-sur-Arroux, fort d'époque gallo-romaine.
- Château de Saint-Didier-sur-Arroux, du XVIIe siècle.
- Château de Varillon[23].
- Gare de Saint-Didier-sur-Arroux, ouverte en 1867 et fermée en 1952, depuis disparue[24].
- La Chaise du Diable, gros rocher avec une entaille en forme de fauteuil.
- Nombreux moulins à eau, fermés depuis 1953[25].

## Personnalités liées à la commune
- Georges-Lazare Berger de Charency, évêque de Montpellier, de 1738 à 1748.
- Hugues Nardon (1768 1812), baron d'empire et grand d'Espagne.

## Pour approfondir